# Krabi-Krabong
Krabi-Krabong er en thailandsk kampkunst. Kunsten er fra middelalderen, hvor den blev brugt til at forsvare landet. Kunsten menes at stamme fra Indien ca. 5000 f.kr.
Der anvendes våbenløse teknikker såvel som følgende våben
- Krabi – sværd
- Plong – stav
- Ngao – stav med blad
- Daab Song Meu – 2 sværd
- Mae Sun-Sawk – 2 stokke